# Kissenkőc
Kissenkőc (szlovákul Cerové) Senkőc településrésze, egykor önálló falu Szlovákiában, a Pozsonyi kerületben, a Bazini járásban.

## Fekvése
Bazintól 7 km-re keletre fekszik.

## Története
A település 1594-ben keletkezett, ekkor alapította a senkőci határban Illésházy István. Első lakosai horvátországi menekültek voltak Sisak városából, ezért eredetileg Sisek néven volt ismert. Az eleinte mezőgazdasági jellegű település gazdasági élete a 19. században lendült fel, amikor megépült a Nagyszombat és Pozsony közötti vasútvonal. 
Vályi András szerint "SENQUICZ. Kis, és Nagy Senquicz. Két tót falu Pozsony Várm. földes Urok Gr. Pálfy Uraság, lakosai katolikusok; Kis Senquicz Nagy Senquicznek filiája; fekszenek Modor, és Bazinhoz 3/4 mértföldnyire. Bővebb leírását lásd Kovacsics Márton Úrnak Merkúrjában; a’ ki itten született vala. Határja középszerű, borai jelesek, külömbféle vagyonnyaiknak eladására jó módgyok van."
Fényes Elek szerint "Senguicz, (Kis), tót falu, Poson vgyében, egy kis fél órányira N. Senguicztől, 264 kath. lak., bortermesztéssel. F. u. gr. Pálffy Ferencz."
Pozsony vármegye monográfiája szerint "Kissenkvicz, a pozsony–zsolnai vasútvonal mentén fekvő tót kisközség, 45 házzal és 327, róm. kath. vallású lakossal. Ősi neve Csánok volt és 1256-ban Chanuk néven a pozsonyi vár tartozékaként említtetik. 1346-ban a Nagymartoni családot uralta. 1434-ben Zsigmond király a Fraknói grófokat erősíti meg birtokában, de egy évvel később a Fraknói grófok már Molnári Kelemen győri püspöknek adják át. A XVI. században lakosai kipusztultak, s később Illésházy nádor horvátokat telepített ide és azóta viseli mai nevét, minthogy Nagysenkvicz szomszédságában van. 1647-ben már a Pálffyak tulajdona és most id. Pálffy János grófnak van itt nagyobb birtoka. A község postája Nagysenkvicz, távírója Modor és vasúti állomása Modor-Senkvicz."
A trianoni békeszerződésig mindkét falu Pozsony vármegye Szenci járásához tartozott. Kis- és Nagysenkőcöt 1964-ben Šenkvice néven egyesítették.

## Népessége
1880-ban Kissenkőc (Malé Čanikovce) 248 lakosából 5 magyar és 234 szlovák anyanyelvű volt.
1890-ben Kissenkőc 247 lakosából 6 magyar és 241 szlovák anyanyelvű volt.
1900-ban Kissenkőc 327 lakosából 3 magyar és 318 szlovák anyanyelvű volt.
1910-ben Kissenkőc 396 lakosából 4 magyar és 384 szlovák anyanyelvű volt.
1921-ben Kissenkőc 428 lakosából 7 magyar és 416 csehszlovák volt.
1930-ban Kissenkőc 462 lakosából 1 magyar és 460 csehszlovák volt.

## Nevezetességei
- Hétfájdalmú Szűzanya tiszteletére szentelt kápolnája 1889-ben épült egy korábbi harangláb helyén.

## Külső hivatkozások
- Hivatalos oldal